# Janchi Wever
Janchi Wever – osada (buurt) w dzielnicy Labadera, miasta Willemstad, w dystrykcie Willemstad, w kraju autonomicznym Curaçao, należącym do Holandii, w Ameryce Południowej. 20 października 2023 r. liczyła 346 mieszkańców. 